# Gøgler
En gøgler er en omrejsende underholder og artist, der dækker en lang række forskellige kunstarter. Gøglere kendes igennem en længere historisk periode.
I nutiden er gøgler oftest forbundet med gadeartister (gadekunstnere), markeder og omrejsende tivoli.
Gøglere kalder sig uden videre for artister. Men går man til artisterne, oplever man en klar afstandtagen til gøglerne. Artisterne føler en markant forskel. I middelalderen arbejdede gøglerne og de, der senere kaldes for artister, sammen. Men da store cirkus opstod for 200 år siden, skilte nogle sig ud, antog et nyt og finere navn, og deres arbejdsplads blev cirkus og variete, mens gøglerne blev tilbage på markedspladserne. Gøglerne laver det, vi alle sammen kan lave med en god portion ihærdighed og udstråling, hvorimod artistens udfoldelse er forbeholdt de få med et usædvanligt talent og års intens træning bag. Opdeling er dog svær at fastholde, for er en jonglør med to eller tre køller en gøgler, mens han med fire er artist?
Gøgleren er uhøjtidelig, underfundig og måske en smule rebelsk (oprørsk). Det kan være svært at gennemskue, om det gøgleren laver, skal tages alvorligt, eller om gøgleren tager gas på det hele, sig selv medregnet. Gøgl er drilagtigt og kan være vrængende eller ligefrem provokerende, men også morsomt og forfriskende. Gøgleren kan være plump og grov i sine udtryksmidler og sit sprog grænsende til det obskøne, men også sprogligt fornyende.

## Historie
Gøglere har rødder helt tilbage fra antikkens mimeskuespillere og middelalderens trubadurer.
Betegnelsen gøgler dukker op på dansk omkring 1500-tallet, hvor det bruges om omrejsende underholdere, som optræder på gader og markeder. På den tid, blev der skelnet skarp mellem skuespillerere, musikere, artister og nederst på ranglisten kom så gøglere. Flere af gøglerne fra den periode blev til nogle af Europas senere cirkusdynastier, for eksempel den stadigt eksisterende schweiziske Knie-familie. Gøglerne kom med tiden til at underholde med blandt andet akrobatik, dukketeater, komedie, linedans, musik, pantomime, trylleri og meget andet. Også kom med dyr, hvor dresserede bjørne og den såkaldte regnehest var populære. Regnehesten kan stadig opleves som et cirkusnummer. Begrebet gøgler blev mere en betegnelse for en livsform, end for en bestemt profession.
Da cirkus opstod i 1700-tallet og senere varietéer i 1800-tallet, begyndte gøglerne at blive opdelt, hvor nogle skilte sig ud. Cirkus og varieté appellerede oftest til højerestående sociale lag, hvor der blev stillet krav til professionel kunnen. Gøglere derimod blev en betegnelse for markedspladsernes folkelige underholdning.
Markedsgøgl blev underholdning med ofte forevisnings show i et telt. Foran teltet var en ofte primitiv forhøjning til parade, hvor de optrædende vistes frem, mens en rekommandør i rosende vendiger fortalte om den pågældende attraktion eller forestilling. Blandt kendte danske gøglere kan nævnes, Professor Labri (1863-1935), Professor Tribini (1915-1973) – som mest kendes fra Dyrehavsbakken – og Berdino (Arne V. Olsen, 1914-1976), som senere stiftede Cirkus Arena.
Tivolifolk og mange gadeartister betragter fortsat sig selv som gøglere. De viderefører den gamle livsform som omrejsende underholdere.